# ドリー・リード
ドリー・リード（Dolly Read、1944年9月13日 - ）は、イギリスのピンナップモデル・女優。イングランド・ブリストル出身。
彼女はアメリカ合衆国の男性向雑誌PLAYBOY誌のプレイメイトとして、映画『ワイルド・パーティー』の主演女優として記憶されている。マーガレット・リード、ドリー・リード・マーティン、ドリー・マーティンとクレジットされる事もある。

## 来歴

### 職歴
リードのスクリーンデビュー作は、1963年の映画『吸血鬼の接吻 (The Kiss of the Vampire) 』である。そして続けて同年後半に、イギリスのテレビシリーズ『Dixon of Dock Green』に出演した。リードは1966年5月、PLAYBOY誌のプレイメイトとなった。同誌の歴史上、最初のイギリス人プレイメイトであった。リードは1968年4月に、PLAYBOY誌の表紙を飾った。また彼女はシカゴ、ロンドン、ニューヨークのプレイボーイクラブでプレイボーイ・バニーとして働いた。
1969年に低予算のエロティック映画『That Tender Touch 』に出演した翌年、リードはラス・メイヤー監督のパスティーシュ作品『ワイルド・パーティー』で、主人公のセクシーであるが、無邪気なロックンロール歌手、ケリー・マクナマラ役を射止めた。
1970年代、リードは『チャーリーズ・エンジェル』、『Fantasy Island 』、『ベガス』などのテレビ番組にゲスト・スターとして出演した。彼女はまた、夫と共にゲームショー『Match Game 』の常連パネリストだった。
2006年、リードは他の出演者と共に、『ワイルド・パーティー』特別版DVD発売のために解説を務め、インタビューを受けた。

### 私生活
1971年にリードはアメリカのコメディアン、ディック・マーティン (Dick Martin) と結婚した。彼らは1975年に一度離婚し、1978年に再婚した。

## 出演作

### 映画
- 吸血鬼の接吻 (The Kiss of the Vampire) (クレジットされず、1963年)
- That Tender Touch (1969年)
- ワイルド・パーティー (1970年)

### テレビ
- Dixon of Dock Green (1エピソード、1963年)
- Tattletales (1エピソード、1977年)
- チャーリーズ・エンジェル (1エピソード、1978年)
- ベガス (1エピソード、1978年)
- Match Game (1979-1981年)
- Fantasy Island (2エピソード、1980年)
- The Match Game (1エピソード、1990年)